# Мација (Болцано)
Мација је насеље у Италији у округу Болцано, региону Трентино-Јужни Тирол.
Према процени из 2011. у насељу је живело 309 становника. Насеље се налази на надморској висини од 1564 м.